# 延平府

福建省の延平府の位置（1820年）

延平府（えんぺいふ）は、中国にかつて存在した府。明代から民国初年にかけて、現在の福建省南平市・三明市一帯に設置された。

## 概要
1368年（洪武元年）、明により延平路が延平府と改められた。延平府は福建省に属し、南平・将楽・沙・尤渓・順昌・永安・大田の7県を管轄した。
清のとき、延平府は福建省に属し、南平・将楽・沙・尤渓・順昌・永安の6県を管轄した。
1913年、中華民国により延平府は廃止された。